# Mustafa Sevgi
Mustafa Sevgi (* 16. Juni 1983 in Eskişehir) ist ein türkischer Fußballspieler, der aktuell für Samsunspor spielt.

## Spielerkarriere
Sevgi begann mit dem Vereinsfußball in der Jugend seines Heimatvereins Anadolu Üniversitesi SK und wechselte 2001 als Profispieler zum Traditionsvereins Eskişehirspor. Für diesen Verein  spielte er nachfolgend sieben Spielzeiten lang.
Zur Winterpause 2008/09 verließ er dann Eskişehirspor und wechselte innerhalb der Liga zur Mannschaft der Nachbarprovinz, zu Sakaryaspor. Bei Sakaryaspor spielte er zweieinhalb Spielzeiten.
Im Sommer 2010 wurde sein Wechsel zum Zweitligisten Karşıyaka SK bekanntgegeben. 
Zur Saison 2014/15 wechselte Sevgi zum Ligarivalen Samsunspor. Nach drei Jahren für Samsunspor zog er im Sommer 2017 zum Ligarivalen Manisaspor weiter.